# Eva Wagner-Pasquier
Eva Wagner-Pasquier, née le 14 avril 1945 à Warmensteinach, est une directrice allemande d'opéra. Elle est la fille de Wolfgang Wagner et Ellen Drexel. Le 1er septembre 2008, Wagner-Pasquier et sa demi-sœur Katharina Wagner sont nommées codirectrices du festival de Bayreuth, qui est entièrement consacré aux œuvres de leur arrière-grand-père Richard Wagner.

## Biographie
Elle naît à côté de Warmensteinach, dans un petit village où la famille Wagner se réfugie à la fin de la guerre. Elle est très liée à sa grand-mère Winifred, restant cependant lucide sur ses compromissions pendant la période du Troisième Reich.
À la suite de la mort de son oncle Wieland Wagner, Wagner-Pasquier travaille en tant qu'assistante de son père à Bayreuth, de 1967 à 1975. Elle devient assistante à l'Opéra d'État de Vienne, et directrice d'opéra au Royal Opera House. Wagner-Pasquier supervise l'opéra et les productions de concert, pour la compagnie de musique classique basée à Munich Unitel Films jusqu'en 1984. Elle est également directrice de la programmation à l'Opéra Bastille à partir de 1987-1993. Elle travaille aussi pour le Houston Grand Opera, le théâtre du Châtelet, le Teatro Real, le Festival d'Aix-en-Provence, et devient consultante artistique pour le Metropolitan Opera. 
Elle travaille également auprès de son père au sein du festival de Bayreuth, notamment pour le centenaire de 1976, avec Pierre Boulez et Patrice Chéreau.
La nomination conjointe à Bayreuth suivie d'une longue querelle dans laquelle Wolfgang favorise sa seconde épouse, Gudrun, et sa fille Katharina en tant que successeurs, le comité de surveillance, la Fondation Richard Wagner à Bayreuth, a été favorable à Eva, et Nike, la fille de Wieland, a également été mise en avant. L'éventuel compromis final entre les deux Wolfgang[Quoi ?] et la fondation soutenant les sœurs suivi la mort de Gudrun en 2007. En 2015, elle quitte la co-direction du festival, estimant qu'il est difficile de diriger en tandem.

## Vie privée
Eva Wagner-Pasquier est mariée à un réalisateur français, Yves Pasquier. Ils ont un fils, Antoine Amadeus Wagner-Pasquier, né en 1982, prénommé ainsi en référence à Wolfgang Amadeus Mozart.

## Sources
- Biographie sur le site de l'Opéra de Seattle, consulté le 24 septembre 2008
- Roger Cohen, "Bayreuth Directeur Est Dit de partir", New York Times, le 30 mars 2001, consulté le 14 septembre 2008
- Un Drame Wagnérien de la Succession, Der Spiegel, le 20 juillet 2007, consulté le 12 janvier 2010